# Светски трговински центар 7
Светски трговински центар 7 (енгл. 7 World Trade Center) се односи на две зграде које су се налазиле на истој локацији унутар комплекса Светски трговински центар на Менхетну, Њујорк. Првобитна зграда, део оригиналног Светског трговинског центра, завршена је 1987. године и уништена у нападима 11. септембра 2001. године. Тренутна зграда отворена је у мају 2006. године. Обе зграде развио је Лари Силверштајн, који има закуп земље за ову локацију од Лучке управе Њујорка и Њу Џерсија.
Првобитни Светски трговински центар 7 био је висок 47 спратова, прекривен зидовима од црвеног гранита и попримао је трапезоидни отисак. Повишени пролаз који се протезао кроз улицу Визи повезао је зграду са плазом Светског трговинског центра. Зграда се налазила изнад консолидоване трафостанице Едисон, што је наметало јединствена ограничења у структурном дизајну. Када је зграда отворена 1987. године, Силверштајн је имао потешкоћа у привлачењу закупаца. Фирма Salomon Brothers потписала је дугорочни закуп 1988. године и постали главни закупац Светског трговинског центра 7.
Дана 11. септембра 2001. године, структура је знатно оштећена када се срушио оближњи Северни торањ Светског трговинског центра. Крхотине су запалиле пожаре на више доњих спратова зграде, који су наставили неконтролисано да горе током целог поподнева. У унутрашњем систему за гашење пожара у згради недостајао је притисак воде за гашење пожара. Колапс је започео када се критични унутрашњи стуб извио и изазвао каскадни квар оближњих стубова, што је први пут било видљиво споља, рушењем кровне пентхаус структуре у 17:20:33 поподне. Ово је покренуло прогресивно урушавање целе зграде у 17:21:10, према агенцији FEMA, док је студија NIST-а из 2008. поставила коначно време колапса у 17:20:52 поподне. Колапс је учинио стари Светски трговински центар 7 првим челичним небодером за који се зна да се урушио првенствено због неконтролисаних пожара.
Изградња новог Светског трговинског центра 7 започела је 2002, а завршена је 2006. године. Зграда је висока 52 спрата (плус један подземни спрат), што је чини 28. највишом у Њујорку. Изграђена је на мањем отиску од оригинала, а омеђена је улицама Гринвич, Визи, Вашингтон и Баркли на истоку, југу, западу и северу. Мали парк преко пута улице Гринвич заузима простор који је био део отиска оригиналне зграде. Тренутни дизајн зграде наглашава сигурност, са ојачаним бетонским језгром, ширим степеништем и дебљом ватроотпорношћу на челичним стубовима. Такође садржи бројне карактеристике зеленог дизајна. Зграда је била прва комерцијална пословна зграда у Њујорку која је добила сертификат Leadership in Energy and Environmental Design Савета за зелену градњу, где је освојила златну оцену. То је такође био један од првих пројеката који су прихваћени да буду део пилот-програма Савета за лидерство у енергетском и еколошком дизајну − Core and Shell Development.

## Првобитна зграда (1987–2001)

### Дизајн и изглед
Првобитни Светски трговински центар 7 био је зграда од 47 спратова, коју је пројектовала фирма Emery Roth & Sons, са црвеном гранитном фасадом. Зграда је била висока 190 метара, са трапезоидним отиском који је био дугачак 330 метара и широк 43 метара. Tishman Realty & Construction управљала је изградњом зграде. Церемонија почетка градње одржана је 2. октобра 1984. године. Зграда је отворена у мају 1987. године, поставши седма структура Светског трговинског центра.
Светски трговински центар 7 изграђен је изнад двоспратне трафостанице Con Edison која се на том месту налазила од 1967. године. Трафостаница је имала кесонски темељ дизајниран да поднесе тежину будуће зграде од 25 спратова која садржи 56.000 квадратних метара. Коначни дизајн Светског трговинског центра 7 предвиђен је за много већу зграду него што је првобитно планирано када је изграђена трафостаница. Структурни дизајн Светског трговинског центра 7 стога је укључивао систем решетки и носача гравитационих стубова који се налазе између спратова 5 и 7, за пренос терета на мањи темељ. Постојећи кесони инсталирани 1967. године коришћени су, заједно са новим, за смештај зграде. Пети спрат је функционисао као структурна дијафрагма, пружајући бочну стабилност и расподелу оптерећења између новог и старог кесона. Изнад 7. спрата, грађевинска конструкција је била типичног дизајна оквира са цевима, са стубовима у језгру и на ободу, а бочна оптерећења одупрла су оквирним моментним оквирима.
Рампа за отпремање и пријем, која је опслуживала читав комплекс Светског трговинског центра, заузела је источну четвртину отиска Светског трговинског центра 7. Зграда је била отворена испод 3. спрата, пружајући простор за царињење камиона на рампи за отпремање. Ватроотпорна заштита у спреју за конструктивне челичне елементе била је Монокот на бази гипса, која је имала двочасовну оцену пожара за челичне греде, носаче и решетке и тросатну оцену за стубове.
Механичка опрема је инсталирана на спратовима од четвртог до седмог, укључујући 12 трансформатора на петом спрату. Неколико хитних генератора инсталираних у згради користили су Њујоршки уред за управљање у ванредним ситуацијама, Salomon Smith Barney и други закупци. Да би се снабдели генераторима, ускладиштено је 91.000 литара дизел-горива испод нивоа тла. Компоненте за дистрибуцију дизел-горива налазиле су се у приземљу, све до деветог спрата. После бомбашких напада на Светски трговински центар 26. фебруара 1993. године, градоначелник Њујорка Руди Џулијани одлучио је да постави командни центар за хитне случајеве и повезане резервоаре за гориво у Светском трговинском центру 7. Иако је ова одлука критикована у светлу догађаја 11. септембра, данас се не верује да је гориво у згради допринело урушавању зграде. Кров зграде обухватао је мали западни пентхаус и већи источни механички пентхаус.
Сваки спрат обухватао је 4.400 квадратних метара пословног простора за изнајмљивање, што је планове спратова зграде учинило знатно већим од већине пословних зграда у граду. Свеукупно, Светски трговински центар 7 обухватао је 173.500 квадратних метара канцеларијског простора. Два пешачка моста повезивала су главни комплекс Светског трговинског центра, преко улице Визи, са трећим спратом Светског трговинског центра 7. У предворју Светског трговинског центра 7 налазиле су се три фреске уметника Ал Хелда: The Third Circle, Pan North XII, and Vorces VII.

### Закупци
У јуну 1986. године, пре него што је изградња завршена, програмер Лари Силверштајн потписао је фирму Drexel Burnham Lambert као станара који су закупили целокупну зграду Светског трговинског центра 7 за 3 милијарде долара на период од 30 година. У децембру 1986. године, након скандала са трговином инсајдера Бески, Drexel Burnham Lambert отказао је закуп, остављајући Силверштајна да пронађе друге закупце. Spicer & Oppenheim сложили су се да закупе 14% простора, али на више од годину дана, пошто су Црни понедељак и други фактори негативно утицали на тржиште некретнина на Доњем Менхетну, а Силверштајн није успео да пронађе закупце за преостали простор. До априла 1988. године смањио је кирију и дао друге уступке.
У новембру 1988. године, Salomon Brothers одустали су од планова за изградњу великог новог комплекса у Кругу Коламбус у Мидтауну и договорили се о 20-годишњем закупу за горњих 19 спратова Светског трговинског центра 7. Зграда је детаљно реновирана 1989. године како би удовољила потребама ове фирме. То је довело до алтернативног именовања зграде као зграде Salomon Brothers. Већина од три постојећа спрата уклоњена је док су закупци наставили да заузимају друге спратове, а више од 350 тона челика додато је за изградњу три трговачка спрата са двоструком висином. На 5. спрату је инсталирано девет дизел генератора као део резервне електране. „У основи, Salomon гради зграду у згради − и то је заузета зграда, што компликује ситуацију”, рекао је окружни директор компаније Silverstein Properties. Необичан задатак је био могућ, рекао је Лари Силверштајн, јер је дизајниран да омогући „уклањање читавих делова спратова без утицаја на структурни интегритет зграде, под претпоставком да би некоме можда требали спратови двоструке висине”.
У време напада 11. септембра 2001. године, Salomon Smith Barney био је убедљиво највећи закупац у Светском трговинском центру 7, заузимајући 111.750 квадратних метара (64% зграде), који су укључивали спратове 28–45. Остали главни закупци су били ITT Hartford Insurance Group (11.400 m²), Међународна банка American Express (9.900 m²), Standard Chartered (10.350 m²) и Комисија за хартије од вредности (9.850 m²). Међу мањим закупцима били су регионални савет Пореске управе САД (ИРС) (8.400 m²) и Тајна служба САД (7.900 m²). Међу најмањим закупцима били су Њујоршка канцеларија за ванредне ситуације, Национално удружење повереника за осигурање, Савезна банка за зајмове у Њујорку, First State Management Group Inc, Provident Financial Management и Служба за имиграцију и натурализацију. Министарство одбране и Централна обавештајна агенција (ЦИА) делили су 25. спрат са ИРС (Тајна канцеларија ЦИА откривена је тек након напада 11. септембра). Спратови 46–47 били механички спратови, као и доњих шест спратова и део седмог спрата.

### Напади 11. септембра

#### Рушење
Како се Северни торањ срушио 11. септембра 2001. године, тешки остаци погодили су Светски трговински центар 7, оштетивши јужну страну зграде и покрећући пожаре који су наставили да горе током целог поподнева. Колапс је такође оштетио југозападни угао између спратова 7 и 17 и на јужној страни између спрата 44 и крова; друга могућа структурна оштећења укључују велику вертикалну пукотину близу центра јужне странице између спратова 24 и 41. Зграда је била опремљена системом прскалица, али је имала много рањивости у једној тачки због квара: систем прскалица је захтевао ручно покретање електричних ватрогасних пумпи, уместо да буде потпуно аутоматски систем; команде на нивоу пода имале су један прикључак на подизач воде за прскалице, а систем прскалица захтевао је одређено напајање ватрогасне пумпе за довод воде. Поред тога, притисак воде је био низак, са мало воде или без ње за напајање прскалица.
Након што се Северна кула срушила, неки ватрогасци ушли су у Светски трговински центар 7 да претраже зграду. Покушали су да угасе мале џепове ватре, али низак притисак воде ометао је њихове напоре. Током дана, пожари су ван контроле горели на неколико спратова Светског трговинског центра 7, а пламен је био видљив на источној страни зграде. Током поподнева пожар је виђен и на спратовима 6–10, 13–14, 19–22 и 29–30. Конкретно, пожари на спратовима од 7. до 9. и од 11. до 13. наставили су да измичу контроли током поподнева. Отприлике у 14:00 ватрогасци су приметили испупчење у југозападном углу Светског трговинског центра 7 између 10. и 13. спрата, знак да је зграда нестабилна и да би могла да се сруши. Током поподнева ватрогасци су такође чули шкрипаве звукове који су допирали из зграде. Око 15:30, шеф FDNY-а, Данијел А. Нигро, одлучио је да заустави акције спасавања, уклањање површине и претраге дуж површине рушевина у близини Светског трговинског центра 7 и евакуише то подручје због забринутости за безбедност особља. Ватра се проширила на носаче зграде, због чега су неки изгубили структурни интегритет. То је довело до тога да се колона број 79, критична колона која подупире велики део 13. спрата, закопча, узрокујући да се спратови изнад ње сруше на пети спрат; међутим, то није могло да се виде изван зграде. На структури су такође настале пукотине на фасади непосредно пре него што је цела зграда почела да пада. Према подацима FEMA, ово урушавање је почело у 17:20:33 поподне када је источни механички пентхаус почео да се руши. Дају се различита времена када је зграда потпуно пропала: у 17:21:10 према FEMA, и у 17:20:52 према NIST-у. Није било жртава повезаних са колапсом. NIST није пронашао доказе који подржавају теорије завере, попут колапса који је резултат експлозива; открило је да је комбинација фактора, укључујући физичку штету, пожар и необичну конструкцију зграде, покренула колапс ланчане реакције.

#### Извештаји
У мају 2002. године, Федерална агенција за управљање ванредним ситуацијама (FEMA) издала је извештај о колапсу на основу прелиминарне истраге спроведене заједно са Институтом за конструкције Америчког друштва грађевинских инжењера под вођством др В. Џина Корлија. FEMA је направила прелиминарне налазе да колапс није првенствено проузрокован стварном штетом од удара услед колапса СТЦ-а 1 и 2, већ пожарима на више спратова запаљени остацима друге две куле који су наставили несметано да горе због недостатка воде за прскалице или ручно гашење пожара. Извештај није донео закључке о узроку колапса и позива на даљу истрагу.
После тога је Национални институт за стандарде и технологију (NIST) био овлашћен да води истрагу о структурном неуспеху и урушавању кула близнакиња Светског трговинског центра и Светског трговинског центра 7. Истрага, коју је водио др С. Шијам Сандер, темељила се на интерној техничкој експертизи, као и на знању неколико спољних приватних институција, укључујући Институт за конструкције Америчког друштва грађевинских инжењера (SEI/ASCE); Друштво инжењера за заштиту од пожара (SFPE); Национално удружење за заштиту од пожара (NFPA); Амерички институт за челичне конструкције (AISC); Савет за високе зграде и урбано станиште (CTBUH); и Удружење грађевинских инжењера из Њујорка (SEAoNY).

Највећи део истраге Светског трговинског центра 7 одложен је до завршетка извештаја о кулама близнакињама. У међувремену, NIST је у јуну 2004. године пружио прелиминарни извештај о СТЦ-у 7, а након тога је објавио повремена обавештења о истрази. Према NIST-у, истрага Светског трговинског центра 7 одложена је из више разлога, укључујући и то што је особље NIST-а које је радило на Светском трговинском центру 7 распоређено на пуно радно време од јуна 2004. до септембра 2005. године, да ради на истрази о колапсу кула близнакиња. У јуну 2007. године, Шијам Сандер је објаснио: 
Настављамо што је брже могуће, док ригорозно тестирамо и процењујемо широк спектар сценарија како бисмо дошли до најодговорнијег могућег закључка. Истрага СТЦ-а 7 у неким је аспектима подједнако изазовна, ако не и већа од студије кула. Међутим, тренутна студија има велику корист од постигнутог значајног технолошког напретка и научених лекција из нашег рада на торњевима.
У новембру 2008. године, НИСТ је објавио свој коначни извештај о узроцима пропасти Светског трговинског центра 7. Ово је уследило након НИСТ-овог нацрта извештаја од 21. августа 2008, који је обухватио период за јавне коментаре, а праћен је 2012. резимеом у Журналу структуралног инжињерства. У својој истрази, НИСТ је користио Ansys за моделирање догађаја који су довели до покретања колапса и LS-DYNA моделе за симулацију глобалног одговора на почетне догађаје. НИСТ је утврдио да дизел гориво није играло важну улогу, нити је нанео структурна оштећења урушавањем кула близнакиња или преносних елемената (решетке, носачи и конзолни надвишења). Недостатак воде за гашење пожара био је важан фактор. Пожари су горели без надзора током поподнева, због чега су се греде пода у близини колоне 79 прошириле и гурнуле кључни носач са седишта, што је покренуло пропадање пода око колоне 79 на спратовима 8 до 14. Са губитком бочне потпоре на девет спратова , колона 79 извијена − повлачећи источни пентхаус и оближње колоне доле. Са извијањем ових критичних стубова, колапс је затим напредовао од истока према западу преко језгра, на крају преоптеретивши ободну потпору која се извила између спратова 7 и 17, због чега је преостали део зграде горе пао као једна целина. Пожари, који су подгревани канцеларијским садржајем и горели 7 сати, заједно са недостатком воде, били су кључни разлози за колапс. Узгред, ово је стари СТЦ 7 учинило јединим челичним небодером у то време који се срушило од ватре.
Када се СТЦ 7 срушио, остаци су нанели значајну штету и контаминацију згради BMCC-ове Фитерман Хала, смештеној у близини Вест Бродвеја број 30, до те мере да зграда није била поправљива. Ревидирани план захтевао је рушење 2009. и завршетак нове дворане Фитерман 2012. године, по цени од 325 милиона долара. Зграда Веризон, ар деко зграда која се налази на западу, имала је велика оштећења на источној фасади услед пропасти Светског трговинског центра 7, мада је касније обновљена по цени од 1,4 милијарде америчких долара.
Досијеи који се односе на бројне савезне истраге били су смештени у Светском трговинском центру 7. Комисија за једнаке могућности запошљавања проценила је да је то погођено преко 10.000 случајева. Изгубљени су истражни досијеи у највећој теренској канцеларији Тајне службе, при чему је један агент Тајне службе рекао: „Сви докази које смо чували у Светском трговинском центру 7, у свим нашим случајевима, ишли су заједно са зградом.” Копије имејлова у веза са скандалом WorldCom који је SEC касније затражила од Salomon Brothers-а, подружнице Citigroup смештене у згради, такође су уништене.
Извештај НИСТ-а није пронашао доказе који подржавају теорије завере да је Светски трговински центар 7 срушен контролисаним рушењем. Конкретно, образац лома прозора и звуци експлозије који би настали употребом експлозива нису примећени. НИСТ је сматрао мало вероватним сугестију да се уместо експлозива користио запаљиви материјал као што је термит, структурни одговор зграде на пожар, природа пожара и вероватноћа да се довољна количина термита може засадити без открића. На основу своје истраге, НИСТ је поновио неколико препорука које је дао у свом ранијем извештају о урушавању кула близнакиња. Захтевао је хитно деловање на даљу препоруку: да се ватроотпорност процењује под претпоставком да прскалице су недоступне; и да се размотре ефекти топлотног ширења на системе подних подлога. Уважавајући да се тренутни грађевински прописи црпе како би се спречио губитак живота уместо урушавања зграде, главна поента НИСТ-ових препорука била је да се зграде не смеју рушити од пожара чак и ако прскалице нису доступне.

## Нова зграда
Нови Светски трговински центар 7 има 52 спрата и висок је 226 метара. Зграда има 42 спрата простора за закуп, почевши од 11. спрата, и укупно 160.000 квадратних метара пословног простора. На првих десет спратова налази се електрична испостава која пружа напајање већем делу Доњег Менхетна. Канцеларијски торањ има ужи траг у приземљу него његов претходник, тако да би ток улице Гринвич могао да се обнови како би поново ујединио Трајбеку и Финансијски дистрикт. С друге стране, оригинална зграда граничила се са Вест Бродвејем на истоку, што је захтевало уништавање улице Гринвич између улице Баркли и северне границе суперблока Светског трговинског центра.

### Дизајн
Дејвид Чајлдс из фирме Skidmore, Owings & Merrill, радио је заједно са уметником и дизајнером стакла Џејмсом Карпентером како би створио дизајн који користи ултра бистро стакло са ниским садржајем гвожђа за пружање рефлексије и светлости, са лежајевима од нерђајућег челика иза стакла који помажу у одбијању сунчеве светлости. Нерђајући челик који се користи у фасади зграде садржи тип 316 који садржи молибден, што пружа побољшану отпорност на корозију. Да би затворили трафостаницу и побољшали њену естетику, у основи зграде налази се завесни зид са решеткама од нерђајућег челика који обезбеђују вентилацију за машине. Дању зид завесе одражава светлост, док је ноћу осветљен плавим ЛЕД светлима. Зид за завјесе око предворја користи јако ламинирано, топлотно ојачано стакло које испуњава високе стандарде отпорности на експлозију. Ноћу велика коцка светлости изнад предворја такође зрачи плавом светлошћу, док дању даје предсобљу белу светлост, а у сумрак прелази у љубичасту и назад у плаву. Унутар главног хола, уметница Џени Холзер створила је велику светлосну инсталацију са ужареним текстом који се кретао по широким пластичним плочама. Читав зид, широк 20 метара и висок 4,3 метра, мења боју у складу са доба дана. Холзерова је са Кларом Силверштајн, супругом Ларија Силверштајна, радила на одабиру поезије за уметничку инсталацију. Зид је конструктивно утврђен као мера безбедности.
Зграда је промовисана као најсигурнији небодер у САД. Према фирми Silverstein Properties, власнику зграде, она „укључује мноштво побољшања у животној сигурности која ће постати прототип нове високоградње”. Зграда има армирано-бетонски и ватроотпорни лифт дебљине 0,61 метар, као и осовине за приступ степеништу. Првобитна зграда користила је само гипс картон за облагање ових осовина. Степеништа су шира него у оригиналној згради како би омогућила бржи излазак.
Светски трговински центар 7 опремљен је одредишним лифтовима Отис. Након притиска на одредишни број спрата на тастатури предворја, путници се групишу и усмеравају до одређених лифтова који ће се зауставити на изабраном спрату (у лифтовима нема тастера за притискање). Овај систем је дизајниран да смањи чекање у лифту и време путовања. Систем лифта интегрисан је са системом окретишта и читача карата у предворју који идентификује под на коме особа ради док улази и може аутоматски позвати лифт за тај спрат.
Готово 30 процената структурног челика који се користи у згради састоји се од рециклираног челика. Кишница се сакупља и користи за наводњавање парка и за хлађење зграде. Заједно са осталим карактеристикама одрживог дизајна, зграда је дизајнирана да омогући довољно природног светла, станарима се одмери снага како би их подстакла на уштеду енергије, грејна пара се поново користи да би се створила нека снага за зграду, а рециклирани материјали се користе за изолација и унутрашњи материјали.

### Конструкција
Фаза изградње новог Светског трговинског центра 7 започела је 7. маја 2002. године постављањем ограде око градилишта. Tishman Construction Corporation из Њујорка започео је рад на новом Светском трговинском центру 2002. године, убрзо након што је локација очишћена од рушевина. Обнова разводног постројења Кон Ед била је хитан приоритет како би се задовољили захтеви за струјом Доњег Менхетна. Будући да је Светски трговински центар 7 одвојен од главне локације Светског трговинског центра, Лари Силверштајн је тражио одобрење само лучке управе и обнова је могла брзо да се настави. Зграда 7 није била укључена у оригинални мастер план Светског трговинског центра Данијела Либескинда, већ су је дизајнирали Skidmore, Owings & Merrill под вођством Дејвида Чајлдса, који је великим делом редизајнирао Светски трговински центар 1.
По завршетку изградње трафостанице у октобру 2003. године, започели су радови на изградњи канцеларијског торња. У конструкцији зграде коришћен је необичан приступ; постављање челичног оквира пре додавања бетонског језгра. Овај приступ омогућио је скраћивање распореда градње за неколико месеци. Изградња је завршена 2006. године по цени од 700 милиона долара. Иако је Силверштајн од осигурања старе зграде добио 861 милион долара, дуговао је више од 400 милиона долара на хипотеку. Трошкови обнове покривени су Либерти обвезницама од 475 милиона долара, које пружају ослобођено од пореза финансирање за подстицање обнове Доњег Менхетна и новац за осигурање који је остао након осталих трошкова.
Троугаони парк површине 1.400 квадратних метара, створен је између продужене улице Гринвич и Вест Бродвеја од стране Дејвида Чајлдса са Кеном Смитом и његовом колегицом Ени Веинмајр из пејзажне архитектуре Кен Смих. Парк се састоји од отворене централне плазе са фонтаном и бочним гајевима дрвећа слатке гуме и грмља шимшира. У средишту фонтане, вајар Џеф Кунс створио је Балонски цвет (црвени), чији сјајни нехрђајући челик представља увијени балон у облику цвета.

### Отварање
Зграда је званично отворена у подне 23. маја 2006. године, бесплатним концертом у којем су наступили Сузан Вега, Citizen Cope, Bill Ware Vibes, Brazilian Girls, Ollabelle, Pharaoh's Daughter, Ронан Тинан (из Irish Tenors-а) и специјални гост Лу Рид. Пре отварања, у марту 2006. године, нови прозори и предворје Светског трговинског центра 7 коришћени су у сценама за филм Савршени странац са Хали Бери и Брусом Вилисом.
Откако се зграда отворила, неколико необјављених горњих спратова користило се за догађаје попут добротворних ручкова, модних ревија и гала вечери. Silverstein Properties је омогућио да се простор у новој згради користи за ове догађаје као средство за привлачење људи да виде зграду. Од 8. септембра до 7. октобра 2006. године, дело фотографа Џонатана Химана приказано је у „Америчком пејзажу”, бесплатној изложби чији је домаћин била Меморијална фондација Светског трговинског центра у Светском трговинском центру 7. Фотографије су ухватиле одговор људи у Њујорку и широм Сједињених Држава након напада 11. септембра 2001. године. Изложба се одржала на 45. спрату, док је простор остао доступан за закуп.
До марта 2007. године, 60% зграде је дато у закуп. У септембру 2006. године, Moody's је потписао 20-годишњи закуп за изнајмљивање 15 спратова Светског трговинског центра 7. Међу станарима који су закључили закупе у Светском трговинском центру 7 од маја 2007. године били су ABN AMRO, Ameriprise Financial Inc, WilmerHale, Darby & Darby P.C, Mansueto Ventures LLC, издавач часопоса Fast Company и Inc, и Њујоршка академија наука.
Простор који заузима Mansueto Ventures дизајниран је тако да користи максималну количину природне светлости и има отворени план спрата. Простор који користи Њујоршка академија наука на 40. спрату, дизајнирао H3 Hardy Collaboration Architecture, ради са паралелограмским обликом зграде. У складу са зеленим дизајном зграде, NYAS користи рециклиране материјале у многим канцеларијским намештајима, зонирао је грејање и хлађење и светла за детекцију покрета, која се аутоматски активирају када су људи присутни и прилагођавају се према долазној сунчевој светлости.
Silverstein Properties такође има канцеларије и извршне канцеларијске апартмане Silver Suites у Светском трговинском центру 7, заједно са канцеларијским простором који користе архитектонске и инжењерске фирме које раде у Светском трговинском центру 1, Светском трговинском центру 4, Светском трговинском центру 3 и Светском трговинском центру 2. Зграда је у потпуности дата под закуп у септембру 2011. године, када је пријављено да је MSCI закупио 11.600 квадратних метара простора на последњем спрату.